# Chiesa di Santa Maria Assunta (Faido)
La chiesa parrocchiale di Santa Maria Assunta è un edificio di culto di Chiggiogna, frazione di Faido in Canton Ticino.

## Storia
La struttura ha origini altomedievali, i cui resti sono stati portati alla luce durante una fase di scavi archeologici. Nell'XI secolo venne demolita e ricostruita in stile romanico. Allo stesso periodo risale il campanile, completato entro il XII secolo. Nel XIII secolo la chiesa venne ingrandita verso nord; a questo periodo risale una delle prime menzioni storiche della chiesa, citata in un documento del 1229. Nel 1524 la chiesa venne nuovamente ristrutturata: i due cori vennero costruiti prima del 1526.

## Descrizione
La chiesa ha una pianta a doppia navata, suddivise da colonne e coperte da un soffitto a cassettoni. L'interno è ornato da affreschi risalenti al 1537 e parzialmente distrutti nel XIX secolo in seguito all'apertura di sei finestre nei fianchi delle navate. Uno dei cori ospita un altare a sportelli databile al primo quarto del XVI secolo. Nei pressi di questo altare trova posto una serie di sculture di inizio Ottocento che raffigurano la discesa dello Spirito Santo sugli apostoli.